# Taxa Anual Efectiva Global
O termo Taxa Anual Efectiva Global (TAEG), que corresponde às vezes a uma TAEG nominal e às vezes a uma TAEP efetiva (EAPR), é a taxa de juros de um ano inteiro (anualizada), em vez de apenas uma taxa/taxa mensal, conforme aplicada em um empréstimo, empréstimo hipotecário, cartão de crédito, etc. É um encargo financeiro expresso como uma taxa anual. Esses termos têm definições legais formais em alguns países ou jurisdições legais, mas em geral:
- A TAEG nominal é a taxa de juros simples (por um ano).
- A TAEG efetiva é a taxa + taxa de juros composta (calculada ao longo de um ano).[3]